# Camps-la-Source
Camps-la-Source là một xã ở tỉnh Var trong vùng Provence-Alpes-Côte d'Azur của Pháp. Xã này có dân số 1485 người (năm 2006), diện tích 22,47 km2. Cự ly 5 km về phía tây nam Brignoles trên tuyến D12 hay D554 và 6 km theo đường ô tô A8.